# Fando et Lis (film)
Pour plus de détails, voir Fiche technique et Distribution.
Fando et Lis (Fando y Lis) est le premier film long-métrage (après le court-métrage La Cravate) d' Alejandro Jodorowsky, sorti en 1968, adaptation de la pièce de théâtre éponyme surréaliste de Fernando Arrabal.

## Synopsis
Deux jeunes gens sont à la recherche d'une cité mythique où tous leurs vœux seraient exaucés. Sur leur chemin, ils ne rencontrent que corruption et folie... 

## Description
Le film est qualifié d'ésotérique,, d'érotique et de surréaliste.

## Fiche technique
- Titre original : Fando y Lis
- Titre français : Fando et Lis
- Réalisation : Alejandro Jodorowsky
- Scénario : Alejandro Jodorowsky et Fernando Arrabal
- Photographie : Rafael Corkidi et Antonio Reynoso
- Montage : Fernando Suarez
- Musique : Hector Morely et Pepe Ávila
- Société de production : Producciones Pánicas
- Pays de production : Mexique
- Format : Noir et blanc - 35 mm - 1,66:1 - Mono
- Genre : aventure, fantastique
- Durée : 93 minutes
- Date de sortie :
  -  Mexique : 1968 (Festival d'Acapulco)

## Distribution
- Sergio Kleiner (es) : Fando
- Diana Mariscal (es) : Lis
- María Teresa Rivas (es) : mère de Fando
- Tamara Garina (es) : pape
- Juan José Arreola : homme bien habillé porteur d'un livre
- Alejandro Jodorowsky : le marionnettiste
- Carlos Ancira (es) : narrateur
- Fuensanta : cabaretière
- Julia Marichal (es) : femme au fouet
- Rafael Corkidi : Père de Fando / Homme élégant et barbu
- René Rebetez (es)
- Amparo Villegas
- Miguel Álvarez Acosta
- Raul Romero
- Julio Castillo
- Adrián Ramos
- Henry West
- Luis Urias
- Valerie Jodorowsky : femme tentatrice
- Graciela R. de Mariscal
- Tina French
- Freddy Marichal
- Alejandro Romero
- Hector Mariscal
- Rosita Oliver
- Elizabeth Moore
- Vicente Moore
- Greta Cohen
- Basha
- Miguel Kafka
- Pablo Leder (es)
- Alina Sánchez
- Roberto Cirou
- Antonio Cepeda
- Ricardo Montejano
- Gabriel Weiss
- René Alís
- Sergio Rendon
- Carlos Acosta
- Alfonso Toledano : médecin
- Roberto Colmenares
- Jacqueline Ducolomb
- Carlos Savage

## Autour du film
Lors de sa première projection, au festival d'Acapulco, en 1968, une émeute éclate. Le film est peu après interdit au Mexique.